# Liberalisme
Liberalismen er en politisk ideologi, der har spillet en væsentlig rolle i de fleste vestlige lande siden dens fødsel i årtierne omkring den franske revolution. Liberalismen tager udgangspunkt i et individualistisk menneskesyn og betoner menneskets frihed i forhold til staten. 
Liberalisme er ikke noget entydigt begreb. Ofte skelnes mellem politisk liberalisme, som den engelske filosof John Locke anses for at have stået fadder til, og økonomisk liberalisme, som startede med den skotske økonom og filosof Adam Smith. Den økonomiske liberalisme betoner først og fremmest markedets frihed, mens den politiske liberalisme især interesserer sig for individets frihed og rettigheder. Op gennem historien er de to former for liberalisme ofte kommet i konflikt med hinanden – når der eksempelvis er blevet argumenteret for, at markedets frihed begrænser individets frihed. I det hele taget har liberalismen udviklet sig meget forskelligt i forskellige lande og perioder, og der findes mange forskellige afskygninger, der betoner hver deres udlægning. Nogle temaer går dog igen hos de fleste liberale grupperinger: Troen på lige rettigheder og individuelle frihedsrettigheder (f.eks. tros- og ytringsfrihed), støtte til privat ejendomsret og en afgrænset konstitutionel statsmagt samt betydningen af beslægtede værdier som pluralisme, tolerance og folkets suverænitet. Andre liberale kendetegn er tilslutningen til de grundlæggende retsprincipper, der karakteriserer en retsstat; en kapitalistisk markedsøkonomi; vægt på civilsamfundets rolle; international frihandel; samt international bevarelse af fred via mægling og indgriben fra internationale organisationer. I statskundskaben betegner liberalisme således en særlig forskningsretning indenfor international politik, der i modsætning til den konkurrerende teoriretning realismen bygger på en opfattelse af, at fredeligt  samarbejde mellem forskellige suveræne stater kan være i deres gensidige interesse. 

## Etymologi
Ordet liberal kommer fra de latinske ord liber og libertas, der betyder "fri" og "frihed". En af de første gange, ordet liberal er dokumenteret, var i 1375, hvor det brugtes om de frie kunster (artes liberales), dvs. de kundskaber og færdigheder, som en fribåren mand burde besidde. Når Ludvig Holberg omtalte en person som liberal, betød det, at vedkommende var velvillig, rundhåndet og gavmild. I oplysningstiden fik det en klang af frisindet, i 1781 ses det anvendt som "fri for snævre fordomme" og i 1823 som "fri for snæversyn". Under og især efter den franske revolution skete en afgørende politisering af begrebet. Realiseringen af idéerne fra 1789 med skabelsen af en stabil politisk orden, gerne indenfor rammerne af et konstitutionelt monarki, blev i Frankrig kendt som les idées libérales. Under Napoleonskrigene kom det at være liberal især til at stå for en kamp mod undertrykkelse og for frihed. Den første gruppe, der brugte ordet i en politisk sammenhæng, var de spanske liberales, der først kæmpede mod Napoleon og siden i årtier for virkeliggørelsen af den spanske 1812-forfatning. Perioden 1820-23, hvor den spanske kong Ferdinand 7. var blevet tvunget af de liberale kræfter til at respektere forfatningen, kaldes på spansk Trienio Liberal, dvs. "de tre liberale år". Ved midten af det 19. århundrede blev "liberal" brugt som et politisk begreb for partier og bevægelser i hele verden.
Det præcise indhold i ordet "liberalisme" varierede imidlertid en del fra land til land. I dag bruges ordet "liberal" således i USA og Canada om tilhængere af en velfærdsstat i samklang med f.eks. Franklin D. Roosevelts politik, mens det på det europæiske kontinent ofte associeres med en holdning, der ønsker at formindske statens indflydelse og går ind for en mere laissez faire-agtig økonomisk politik.
I USA benævnes de laissez-faire-agtige holdninger, som var associeret med den oprindelige klassiske liberalisme, nu typisk som libertarianske. Den amerikanske brug af ordet "liberal" svarer omvendt til det, der i Europa ofte benævnes "socialliberal". I USA anses liberale tanker således primært for at høre til i det demokratiske parti.

## Historie

### Historiske forløbere for liberalismen
Mens ordet liberalisme først efter 1800 begyndte at blive brugt som politisk og økonomisk retning, var det intellektuelle fundament for liberalismen ældre. Længe før John Locke og Adam Smith har der været historiske situationer og personer, som har inspireret den senere liberalisme. Det gælder således det antikke Grækenland og den romerske republiks konflikter imellem plebejere og patriciere om grundlæggende rettigheder og medbestemmelsesret i samfundsledelsen. Reformationen ledte til århundredlange stridigheder om religionsfrihed, og under den engelske borgerkrig var – udover religiøse spørgsmål – problemstillingen om kongens magt i forhold til parlamentet og lighed for loven blandt de vigtige stridspunkter. Den foreløbige kulmination kom med den engelske glorværdige revolution i 1688, der knæsatte det engelske parlaments rettigheder og retten til modstand mod en statsmagt, der undertrykker folkets rettigheder. Den glorværdige revolution førte til oprettelsen af det, som mange betragter som den første moderne liberale stat.

### John Locke og oplysningstiden
John Locke (1632-1704) regnes ofte for grundlæggeren af den politiske liberalisme, især med værket Two Treatises of Civil Government. Locke mente, at alle mennesker i naturtilstanden var født lige, frie og uafhængige, og de var i besiddelse af ejendom: De ejede deres liv, deres frihed og deres gods. Inspireret af Thomas Hobbes anerkendte han indgåelsen af en social kontrakt, men dennes indhold var begrænset til, hvad det almene vel krævede, og dette hensyn derfor det eneste, der kan motivere indskrænkninger i de nævnte naturlige menneskerettigheder. Hvad almenvellet nærmere berettigede, måtte folkets flertal afgøre, hvorfor det var nødvendigt med en lovgivende magt, udpeget af folket. Med Locke blev idéer som ejendom, loven, adskillelse mellem myndighederne og begrænsning af statsmagten – altså idéer om politisk frihed og ejendom – vigtige emner i den politiske idetænkning.
Locke inspirererede bl.a. Montesquieu (1689-1755) til dennes overvejelser om, hvordan man bedst sikrer borgernes frihed – hvilket svar han fandt i princippet om magtens tredeling. Også Immanuel Kants (1724-1804) politiske filosofi regnes grundlæggende for at være af liberalt tilsnit. Kant forsvarede magtdelingslæren og en lang række af de traditionelle liberale frihedsrettigheder og gik ind for et grundprincip om den størst mulige frihed til den enkelte, der er forenelig med en tilsvarende frihed for alle andre.
Locke, Montesquieu og Kant fik sammen med andre tænkere fra oplysningstiden stor betydning som inspiration for såvel den amerikanske som den franske revolution.

### Adam Smith og den engelske liberalisme
Adam Smith (1723-90) forårsagede med udgivelsen af sit værk An Inquiry into the Nature and Causes of the Wealth of Nations i 1776 en revolution. Med værket grundlagde han den moderne økonomiske videnskab og skabte det intellektuelle grundlag for opgøret mod de to tidligere dominerende skoler, merkantilisterne og fysiokraterne. Ifølge Smith var lønarbejde grundlaget for menneskelig velstand, og ethvert behov  må kaldes nyttigt, fordi det sætter produktion i gang. Enhver må desuden have ret til frugten af sit eget arbejde. Smith mente, at folks egeninteresse var drivkraften bag et succesfuldt samfund. Givet at der er fri konkurrence, vil enhver ud fra egen interesse anstrenge sig for at præstere det bedst mulige, da han ellers vil blive udkonkurreret. De økonomiske naturlove sørger dermed automatisk for en balance, der i sidste instans er til gavn for alle. Det sker ikke mindst gennem prisdannelsen, der ifølge Smith er en usynlig hånd, der leder menneskene til at bære sig ad, så det fælles bedste fremmes. Smith gjorde også opmærksom på de muligheder, forøget arbejdsdeling og udnyttelse af international handel kunne give. Afgørende for at kunne udnytte de gunstige muligheder var dog, at statens formynderskab burde forsvinde og afløses af fuldstændig økonomisk frihed. Staten burde kun tage sig af militær, retspleje og samfundsgavnlige anlæg som f.eks. veje, som det ikke kunne betale sig for den enkelte at bygge.
Adam Smiths lidt yngre samtidige Jeremy Bentham grundlagde med sine tanker om staten den borgerlige politiske liberalisme i den skikkelse, der kaldes utilitarisme. Bentham mente, at det enkelt menneske stræbte efter den højst mulige lystfølelse (nytte) og videst muligt at undgå ulystfølelse (unyttige følelser). Samfundet bør stræbe efter at opnå den størst mulige nytte for det størst mulige antal mennesker. Jo mere enhver ud fra sin egen interesse er i stand til at virke for sin egen lykke, jo større bliver almennytten eller samfundets totale sum af lykke. Derfor bør staten forsøge at give den enkelte den størst mulige frihed til at stræbe efter sin egen lykke og dermed forøge samfundets samlede velfærd. Kun lovindgreb, der øger almennytten, er berettigede. Benthams tanker vandt stærkt gehør i det britiske erhvervsdrivende borgerskab. Smiths økonomiske liberalisme og Benthams filosofiske utilitarisme kom dermed til samme resultat: liberalismen som politisk-økonomisk ide. Den fik sit foreløbige højdepunkt i den såkaldte manchesterliberalisme i England i 1830’erne og 1840’erne.

### Liberalismen i andre lande
Udenfor Storbritannien forbandt Adam Smiths økonomiske liberalisme sig med arven fra oplysningstiden og friheds- og lighedstankerne fra den franske revolution. På det europæiske kontinent fik liberalismen efterhånden stigende tilslutning fra akademikerne og det velstillede borgerskab. Herunder oversatte Frantz Dræbye allerede i 1780 Adam Smiths hovedværk til dansk. 
Den europæiske liberalisme udviklede sig dog ret forskelligt fra land til land. Mange steder forenede den sig med nationalismen, den opfattelse, at mennesker har et særligt tilhørsforhold til en fælles kulturel, sproglig og geografisk ramme, der bør danne grundlag for det politiske fællesskab. Kombinationen af tanken om den nationale selvbestemmelsesret med liberalismens krav om lighed og frihed blev til nationalliberalismen, der ikke mindst kom til at spille en vigtig rolle i Italien, Tyskland og Danmark.
Liberale tanker, mere eller mindre forbundne med nationale, var fremherskende i de bevægelser, der førte til julirevolutionen i Frankrig i 1830, der førte til "borgerkongen" Ludvig-Filips tronbestigelse og bl.a. spredte sig som opstande i Belgien og Polen; og med mere vidtrækkende betydning revolutionerne i 1848, der omfattede næsten alle kontinentaleuropæiske lande. Mange steder endte oprøret med at blive slået ned, men i f.eks. Danmark blev dønningerne fra revolutionsbølgen afgørende for både indførelsen af folkestyret med junigrundloven 1849 og 1. slesvigske krig, hvor danske og tyske nationalliberale stod på hver sin side. 
Også udenfor Europa spredte den liberale påvirkning sig. I Latinamerika var de amerikanske ledere i den spansk-amerikanske frihedskrig, der førte til de fleste latinamerikanske landes selvstændighed, inspireret af både nationale og liberale tanker, og i det osmanniske rige var den reformvenlige tanzimat-bevægelse i 1800-tallet og den parallelle nahda i de arabisktalende områder ligeledes påvirket af den europæiske liberalisme.

### John Stuart Mill og socialliberalismen
I anden halvdel af det 19. århundrede fik den sociale og økonomiske udvikling i de vestlige lande indflydelse på udviklingen af liberalismen. Englænderen John Stuart Mill spillede her en central rolle. Mill er blevet udnævnt til 1800-tallets vigtigste liberale tænker, hvormed liberalismen nåede sit intellektuelle højdepunkt. Han var opdraget i Bentham og utilitarismens tanker, men kritiserede bl.a. i sin bog On Liberty fra 1859 Benthams nytte- og lykkelære. Mill gik varmt ind for tankens frihed som helt nødvendig for den menneskelige kultur, og mente derfor ikke, at staten havde nogen ret til indblanding på det åndelige område. Men mht. økonomiske og sociale forhold delte han ikke Adam Smiths og David Ricardos synspunkter om mindst mulig offentlig indblanding. Mill mente, at det var en misforståelse at tro, at de økonomiske kræfters frie spil ville lede til den størst mulige velstand for samfundet, da indkomstfordelingen ikke udviklede sig i overensstemmelse med den teori om arbejdsværdien, som Smith havde opstillet. Mill mente derfor, at staten både skulle og kunne gribe ind overfor den uregulerede konkurrences skyggesider, især den økonomiske ufrihed for de kapitalsvage. Det skulle ske ved skarp kontrol med de store private virksomheder, ved sociallovgivning og ved folkeopdragelse. Mills tanker blev inspirationen til det, der somme tider betegnes moderne liberalisme eller socialliberalisme (i Nordamerika og Storbritannien blot "liberalisme").
I anden halvdel af 1800-tallet fik også den tredje store ideologiske strømning ved siden af liberalismen og konservatismen, socialismen, større udbredelse og indflydelse på den politiske debat. Samtidig med at de sociale kontraster og efterhånden også frygten for de socialistiske strømninger støttede fremkomsten af socialliberale og parallelle socialkonservative tanker (som Disraeli i Storbritannien og Bismarck i Tyskland ses som eksponenter for), var også dele af den socialistiske bevægelse påvirket af liberalt tankegods. Det var de såkaldte "frihedssocialismer" – anarkismen, syndikalismen, anarkosyndikalismen mm. – der alle var bevægelser og strømninger med stærke liberale påvirkninger. Ikke mindst tyskeren Max Stirner, der plæderede for en radikal egoisme og afskaffelsen af alle former for magt, udtrykte sådanne tanker og tilskrives ofte oprindelsen til libertarianismen, der dog først langt senere blev til en mere præcis position i den filosofiske debat.
Indenfor den økonomiske tænkning blev den klassiske økonomi med Adam Smith, Ricardo og Thomas Malthus som de fremmeste repræsentanter, i slutningen af århundredet afløst af de neoklassiske økonomers paradigme. De stod for en mere analytisk orienteret og naturvidenskabeligt (matematisk) formuleret økonomisk teori, hvor individet og egennytten kom mere direkte i centrum for teorien. Hvor det for klassikerne var the greatest happiness for the greatest number, blev det i stigende grad et spørgsmål om, hvordan hvert enkelt individ kunne opnå sin egen størst mulige nytte, som ikke omfattede de fælles værdier. Herved kom individet fra sidst i det 19. og op gennem det 20. århundrede til at spille en større rolle i den økonomiske teori. Adam Smiths "usynlige hånd", som Smith selv havde argumenteret verbalt for, blev langt senere (i 1960'erne) matematisk bevist som et præcist udsagn om en markedsøkonomi med fuldkommen konkurrence af de to Nobelpristagere i økonomi Kenneth Arrow og Gérard Debreu.

### Mellemkrigstiden
Selvom 1. verdenskrig kan ses som en sejr for det liberale demokrati, blev liberalismen som politisk kraft i mellemkrigstiden i mange lande trængt mellem såvel de stadig voksende socialdemokratiske partier og nationalkonservative strømninger som totalitære kræfter i form af fascisme og kommunisme, og perioden var dermed en dyster tid for liberalismen. I Storbritannien, hvor det liberale parti i generationer havde skiftedes med de konservative til at danne regering, måtte den sidste liberale premierminister David Lloyd George således gå af i 1922, og partiet blev permanent fremover henvist til en tredjeplads i Underhuset efter både de konservative og Labour. Depressionen i 1930'erne førte til stor skepsis overfor de neoklassiske økonomiske tanker, der indtil da havde domineret den økonomiske videnskab. Til gengæld blev der større opmærksomhed om den engelske økonom John Maynard Keynes' idéer om større statslig indgriben, især via finanspolitikken, for at styre den økonomiske konjunkturudvikling. Selvom Keynes var medlem af det liberale parti i England hele sit voksne liv, ansvarlig for udviklingen af partiets økonomiske politik efter 1926, og af nogle regnes for den ypperste repræsentant for den såkaldte "moderne liberalisme" (dvs. nærmest socialliberalisme) i det 20. århundrede, blev hans synspunkter i mange europæiske lande især associeret med en socialdemokratisk tankegang.
I USA blev præsident Franklin D. Roosevelts New Deal-politik med en betydelig offentlig indblanding i økonomien for at bekæmpe ledigheden og stagnationen i 1930'erne skelsættende for den amerikanske form for (social)liberalisme, som ofte af samme årsag kaldes New Deal-liberalisme.

### Efterkrigstiden – Hayek, Rawls og Nozick
Ved afslutningen af 2. verdenskrig syntes det liberale demokrati igen at stå sejrrigt, i hvert fald udenfor Østblokken. Den politiske liberalisme fik kraftig medvind med dannelsen af FN som en demokratisk institution for løsning af nationale og regionale konflikter og formuleringen af menneskerettighedserklæringen  i 1948. I den umiddelbare efterkrigstid var en socialliberal linje fremherskende i vesten med vægt på lighed i betydningen "lige muligheder". Samtidig formulerede Friedrich von Hayek lige fra 1940'erne et opgør med statslig indblanding og et forsvar for det frie marked, bl.a. i sit værk Vejen til Trældom. Det kan diskuteres, om Hayeks tanker repræsenterer liberale eller konservative idéer; de fleste forskere mener, at Hayek "når frem til proto-liberale konklusioner ud fra klassiske konservative præmisser" og dermed repræsenterer en art liberalkonservatisme. Hans grundantagelse var, at fornuften er underlagt begrænsninger, og han var tilhænger af en teknokratisk konservatisme. Samtidig mente han, at den menneskelige kundskab bedst udnyttedes ved at lade markedet være i fred, og advarede både imod fascismen, kommunismen og den begyndende moderne velfærdsstat. Hayek var en af hovedpersonerne i den såkaldte østrigske skole, en heterodoks økonomisk retning. I de første årtier fik tankerne dog ingen større indflydelse i offentligheden. 
I Tyskland fik en anden liberal variant stor betydning i efterkrigstiden, nemlig den særlige tyske ordoliberalisme. Denne var udviklet i perioden siden 1930 af tyske økonomer og jurister fra den såkaldte Freiburgskole, bl.a. økonomen Wilhelm Röpke. Selve ordet havde navn efter et tysk samfundsvidenskabeligt tidsskrift ORDO. Ordoliberalismen befandt sig mellem den klassiske liberalisme og socialliberalismen. Den mente, at staten skulle sikre, at markedsøkonomien fremmede befolkningens velstand. Det skulle bl.a. ske via en skrap konkurrencelovgivning, en stærk uafhængig centralbank og statslig indflydelse på arbejdsmarkedet, f.eks. via trepartsforhandlinger. Ordoliberalismen har dermed klare korporative træk. Ordoliberalismen blev grundlaget for opbygningen af den såkaldte "sociale markedsøkonomi" i Tyskland efter krigen.
Med oliekrisen i 1973 fulgte en politisk krise i vesten, og det førte også til et idepolitisk opbrud. John Rawls kom med sit politisk-filosofiske hovedværk En teori om retfærdighed i 1971 på mange måder til at sætte dagsordenen for de liberale idéers renæssance og fornyelse i politik, ret og økonomi. Værket kan betragtes som en art filosofisk apologi over efterkrigstidens samfundsmæssige udvikling. Rawls søgte indenfor en liberal filosofisk horisont at retfærdiggøre de forestillinger, der lå bag ikke mindst den amerikanske udvikling af velfærdsstaten fra 1930'ernes New Deal og frem. Rawls' teori er grundlæggende liberal med dens vægt på individets frihed og hvert enkelt menneskes ret til at leve sit eget liv i henhold til sine egne værdier og forestillingen om det gode liv, og at staten skal forholde sig neutralt og tolerant. Den er imidlertid samtidig udpræget egalitaristisk og udgør derfor en venstreliberal position i modsætning til den anden form for filosofisk neoliberalisme, der voksede frem i 1970'ernes USA, bl.a. repræsenteret ved Rawls' kollega på Harvard University Robert Nozick, der repræsenterer et neoliberalt "nyt højre" eller libertariansk konservatisme. I 1974 udgav Nozick bogen Anarchy, State and Utopia, der ligesom Rawls' værk fik stor intellektuel og politisk resonans, såvel i USA som i liberale kredse i Europa. Nozicks liberalisme er funderet i et negativt bestemt frihedsbegreb, og han forfægtede idéen om en minimalstat, hvor statens opgaver er indskrænket til et absolut minimum (dvs. minarkisme). Hans bog leverede et rets- og moralfilosofisk grundlag for den liberalistiske kritik af velfærdsstaten. Nozicks politisk-filosofiske kritik var en pendant til Hayeks og den såkaldte Chicagoskoles økonomiske neoliberalisme, repræsenteret bl.a. ved Nobelprismodtagerne Milton Friedman, Gary Becker og George Stigler. Nozick er somme tider, men med urette, blevet slået i hartkorn med den gruppe af ultraliberalister, der omtales anarkokapitalister, for hvem grænsen mellem velfærdsstaten og den totalitære stat var udvisket.
Hayek havde allerede i 1947 samlet en gruppe ligesindede intellektuelle i den schweiziske by Mont Pelerin. Blandt deltagerne var Karl Popper, Ludwig von Mises, Milton Friedman og Wilhelm Röpke, der alle var erklærede modstandere af den velfærdsstatslige udvikling i Europa og New Deal-politikken i USA. Mødet resulterede i dannelsen af Mont Pelerin-selskabet, der er blevet karakteriseret som en "velorganiseret neoliberal frimurerloge". Selskabet mødtes jævnligt i de næste årtier, og dets idéer vandt efterhånden større indpas i den økonomiske debat, især efter krisetiden i 1970'erne, hvor den på dette tidspunkt fremherskende keynesianske tankegang havde svært ved at håndtere den stagflation, der blev et resultat af oliekriserne. I 1970'erne fik Hayeks tanker således et gennembrud i formuleringen af det, der blev kaldt nyliberalismen. Her blev Hayeks idéer omlagt til en klassisk økonomisk-liberalistisk tankegang, og Hayek selv modtog Nobelprisen i økonomi i 1974. I det 20. århundredes sidste to årtier er den økonomiske neoliberalisme således blevet det førende idékompleks i den økonomiske, kulturelle og sociale transformation.

### Liberalisme i starten af det 21. århundrede
I slutningen af det 20. og starten af det 21. århundrede er nye problemstillinger kommet i søgelyset, som udfordrer de liberale idéer og i bredere forstand hele den hidtidige vestligt-liberale verdensorden. På den idépolitiske front voksede i 1980'erne kommunitarismen frem, som blev skabt som en fagfilosofisk samlebetegnelse for flere indbyrdes beslægtede former for moralfilosofisk liberalismekritik. Især kritiserede kommunitaristerne, bl.a. Alasdair MacIntyre, Michael Sandel og Michael Walzer, liberalismens filosofiske individualisme, idet de mente, at liberalismen ignorerer fællesskabets betydning for individet.
Efter murens fald i 1989 og sammenbruddet af de fleste kommunistiske regimer udråbte amerikaneren Francis Fukuyama i 1992 det liberale demokrati til "endemålet for menneskehedens ideologiske evolution". Imidlertid er siden dukket nye dilemmaer op. Den verdensomspændende finanskrise 2007-09 har fået nogle til at sætte spørgsmålstegn ved den liberale verdensorden. Samtidig har den stigende indvandring, blandt andet fra muslimske lande, til mange vestlige lande medført, at spørgsmål om integration og multikulturalisme er blevet centrale i den offentlige debat. Den canadiske filosof Will Kymlicka har i sin bog Multicultural Citizenship og senere arbejde ud fra et liberalt verdenssyn forsøgt at løse problemstillingen ved at indføre kollektive rettigheder i den liberale tænkning. Han er dermed et eksempel på, hvordan den liberale grundholdning vedvarende forsøges givet nye fortolkninger for at kunne besvare nye presserende samfundsproblemer.

## Indflydelse i enkelte lande
Liberale grupperinger og partier har spillet en vigtig rolle i mange lande i især Europa og Amerika siden 1800-tallet. Den internationale organisation af liberale partier, Liberal International, der blev grundlagt i Oxford i 1947, tæller således 35 europæiske medlemsorganisationer udover en række fra andre verdensdele (pr. oktober 2017). Fra Danmark er Venstre og Radikale Venstre (men ikke Liberal Alliance) medlemmer af organisationen. I Europaparlamentet er den liberale gruppe Alliancen af Liberale og Demokrater for Europa den fjerdestørste gruppe i parlamentet efter den konservative/kristendemokratiske Gruppen for Det Europæiske Folkeparti, socialdemokraterne og Gruppen af Europæiske Konservative og Reformister.

### Storbritannien
Det britiske liberale parti, siden 1988 efter en fusion kendt som Liberal Democrats, har rødder tilbage til Whig-partiet, der fra slutningen af 1600-tallet har forsvaret parlamentets rettigheder og religiøs tolerance. Midt i 1850'erne vandt betegnelsen liberale frem som betegnelse i stedet for whigger, og i 1877 stiftedes en landsorganisation for partiet. Partiet stod fra starten for både økonomisk og politisk liberalisme. Efterhånden vandt socialliberale synspunkter frem i partiet. Indtil 1. verdenskrig udgjorde det sammen med det britiske konservative parti de to store partier, der skiftedes til at danne regering. Fra 1920'erne er partiet dog blevet overhalet af Labour Party og er i dag et mindre britisk parti. Kendte premierministre fra partiet er William Gladstone, H.H. Asquith og den sidste liberale premierminister David Lloyd George.

### Tyskland
I Tyskland repræsenterer de frie demokrater FDP, der blev stiftet i 1948, de liberale strømninger. Det er et mindre midterparti mellem de kristelige demokrater og socialdemokratiet og har på forskellige tidspunkter siddet i koalitionsregering med begge partier.

### Holland
I Holland er det store VVD (Volkspartij voor Vrijheid en Democratie), der repræsenterer en konservativ liberalisme, og det mindre D66, der er socialliberalt orienteret, medlemmer af Liberal International.

### Sverige
I Sverige er det nuværende Liberalerna, der tidligere også bl.a. har haft navnene Liberala Samlingspartiet, Frisinnade landsföreningen, Folkpartiet og Folkpartiet Liberalerna, bærere af den liberale tradition. Partiet har rødder i klassisk liberalisme kombineret med et stærkt engagement for menneskerettigheder. Mens Nobelpristageren i økonomi Bertil Ohlin var partiformand i 1930'erne og 1940'erne, bevægede partiet sig i en mere socialliberal retning, der betonede frihed og social retfærdighed. I 2000-tallet er partiet igen blevet mere konservativt orienteret. Fra 1900, hvor Liberala Samlingspartiet blev dannet, til 1960'erne var partiet gennemgående det største borgerlige svenske parti – en rolle, som siden er overtaget af Moderaterne. Partiet har leveret fem svenske statsministre: Karl Staaff, Nils Eden, Carl Gustaf Ekman, Felix Hamrin og Ola Ullsten.

### Norge
Det ældste norske parti Venstre, der blev grundlagt i 1884, betegner sig som et liberalt og socialliberalt parti. I mange år fra slutningen af 1800-tallet til omkring 1. verdenskrig var Venstre det største norske parti, og i perioden 1920-70 var det fortsat anseeligt med mellem 10 og 20 % af stemmerne. Spørgsmålet om Norges indtræden i EF og folkeafstemningen herom i 1972 splittede imidlertid partiet, og siden stortingsvalget 1973, hvor det kun opnåede to mandater, har det haft en beskeden opbakning. I årene 1985-93 var det således ikke repræsenteret i Stortinget. Seks af Norges statsministre kommer fra Venstre, fra Johan Sverdrup, der ledede den første parlamentariske regering i Norge 1884-89, til Johan Ludwig Mowinckel, der forlod statsministerposten i 1935.

### Canada
Liberal Party of Canada, der blev stiftet i 1867, er Canadas ældste og dominerende parti. Politisk er det placeret i centrum af canadisk politik mellem det konservative parti og det socialdemokratiske New Democratic Party. 

## Liberale partier i dansk politik
Danmark har i tidens løb haft en række liberale grupper og partier i Folketinget, og politikere fra forskellige liberale strømninger har siddet i regeringen i næsten alle årene siden systemskiftet 1901.

### De Nationalliberale
De Nationalliberale var den første klare danske liberale politiske gruppering, omend de aldrig udgjorde et organiseret politisk parti i moderne forstand. Grupperingen fik en klar profil i offentligheden fra 1830'erne med to hovedpunkter på programmet: En fri forfatning, som skulle udgøre grundlaget for et konstitutionelt monarki til afløsning for den hidtidige danske enevælde, og en gennemførelse af Ejderpolitikken, så det daværende hertugdømme Slesvig blev forenet med Kongeriget Danmark nord for Kongeåen. Gruppen havde især støtte blandt studenter, akademikere og dele af borgerskabet i byerne, ikke mindst København. Ledende personer var Orla Lehmann, Carl Ploug, D.G. Monrad og senere C.C. Hall og A.F. Krieger. De nationalliberale var ledende i martsrevolutionen i Danmark i 1848 og udgjorde i den grundlovgivende rigsforsamling i 1848 med ca. en tredjedel af medlemmerne en midtergruppe mellem en konservativt orienteret godsejergruppe og Bondevennerne. I perioden 1857-63 dominerede de nationalliberale periodens danske regeringer; men med katastrofen i 2. Slesvigske Krig i 1864 mistede partiet stort set al indflydelse og gik efterhånden i opløsning. De fleste tidligere nationalliberale politikere tilsluttede sig i 1882 partiet Højre.

### Venstre
Venstre med det officielle navn "Venstre, Danmarks liberale parti" er det ældste og største danske parti, der bekender sig til et liberalt idegrundlag. Selvom partiet har eksisteret siden 1870, var det dog først i mellemkrigstiden, at partiet begyndte at opfatte sig selv som liberalt. Venstre var i 1800-tallet primært et landboparti, og etiketten "liberal" blev forbundet med noget borgerligt og urbant, som desuden blev miskrediteret af de tidligere nationalliberales orientering mod Højre under forfatningskampen. Venstre kæmpede for parlamentarisme og gik ind for frihandel, men dette skyldtes en pragmatisk vurdering af landbrugets interesser snarere end nogle ideologiske økonomiske overvejelser. I København dannedes imidlertid i 1883 Københavns liberale Vælgerforening på initiativ af den senere Venstre-finansminister, grosserer og cand.polit. Christopher Hage. Foreningen blev samlingspunkt for den borgerlige opposition mod Højre i hovedstaden. Foreningen blev i 1888 en del af Venstre, og efterhånden som yngre politikere som bl.a. Viggo Hørup gjorde sig gældende i foreningen, toneangivende for det, der kaldtes den radikale del af Venstre. Da Det radikale Venstre i 1905 udspaltede sig fra Venstre, fulgte den liberale vælgerforening med og blev det nye partis københavnske organisation.
Liberale tanker fik en stærkere ideologisk placering i Venstre med Thomas Madsen-Mygdal, der som en fremstående landborepræsentant var en kraftig modstander af den omfattende statslige regulering under 1. verdenskrig. Som formand for Landbrugsraadet og senere leder af Venstre fortsatte han denne linje. I 1920'erne begyndte flere venstremænd at identificere sig som liberale og omtale liberalismen som partiets ideologi. I 1930'erne blev forbindelsen yderligere cementeret, bl.a. med udgivelsen af bogen Liberalismen i Danmark i 1935, skrevet af Venstremanden Harald Nielsen og af formanden for Venstres Ungdom, den senere statsminister Erik Eriksen. Sammenhængen blev officielt fuldbyrdet, da partiet i 1963 tog navneforandring til "Venstre, Danmarks liberale parti". 
Venstre har som parti været et af de dominerende i dansk politik. I perioder har det været landets største parti, og siden systemskiftet 1901 har det leveret 11 danske statsministre.

### Radikale Venstre
Det radikale Venstre, der i 1905 brød ud fra Venstre, repræsenterer en socialliberal tankegang. Ligesom for Venstres vedkommende har partiet dog ikke brugt denne betegnelse altid. Oprindelig talte man i partiet, der bl.a. havde sin tyngde blandt akademikere og nogle erhvervsfolk i byerne, snarere om "socialradikalisme", inspireret af fransk samfundsteori og terminologi. Det gjaldt bl.a. historikeren P. Munch, den senere mangeårige udenrigsminister og radikale leder. Fra slutningen af 1940'erne begyndte partiet imidlertid at omtale sin profil som socialliberal, bl.a. på foranledning af to fremtrædende økonomer i partiet, Bertel Dahlgaard og Kjeld Philip og inspireret af det svenske Folkpartiet. I partiets principprogram fra 1955 bekendte partiet sig officielt til socialliberalismen. Partiet har normalt været et mindre dansk parti, men haft en betydelig politisk indflydelse, da det i mange årtier har spillet rollen som tungen på vægtskålen i Folketinget. Partiet har siden 1909 deltaget i en række danske regeringer under både socialdemokratiske og borgerlige statsministre.

### Retsforbundet
Retsforbundet (grundlagt 1919) forenede liberale idéer med Henry Georges menneskesyn, jordrenteteorien og princippet om fuld grundskyld. Den særlige afart af liberalismen omtales somme tider som retsliberalisme. Retsforbundet var repræsenteret i Folketinget 1926-60 og igen i 1973-75 og 1977-81, hvor partiets modstand mod dansk EF-medlemskab gav det en vis vælgertilslutning. Det deltog i den såkaldte trekantregering (Regeringen H.C. Hansen II) 1957-60.

### Liberalt Centrum
Liberalt Centrum blev stiftet af de socialliberale udbrydere Niels Westerby og Børge Diderichsen fra Venstres folketingsgruppe i 1965 som følge af en uenighed om den økonomiske politik. Udbryderne arbejdede for en gennemførelse af den tidligere finansminister Thorkil Kristensens politiske linje og ønskede at bryde det tætte samarbejde siden 1950 mellem Venstre og Det Konservative Folkeparti. Liberalt Centrum opnåede fire pladser i Folketinget ved valget i 1966, men blev ikke præsenteret ved 1968-valget, og partiet opløste sig selv i 1969.

### Liberal Alliance
Partiet Liberal Alliance startede i 2007 som Ny Alliance, et borgerligt midterparti stiftet af udbrydere fra Radikale Venstre, Venstre og de konservative. Ny Alliances program blev betegnet som socialliberalt og socialkonservativt. I 2008 skiftede partiet imidlertid navn og profil med et nyt partiprogram med større vægt på liberale mærkesager. Liberal Alliance opfatter sig som et parti, der har den mest rendyrkede økonomisk liberale politik i Folketinget og dermed ligger til højre for Venstre. Ved folketingsvalget i 2015 blev partiet med 7,5 % af stemmerne Folketingets femtestørste parti og indgik i 2016 i Regeringen Lars Løkke Rasmussen III.